# جمعية عايشة لحماية المرأة والطفل
تأسست جمعية عائشة لحماية المرأة والطفل (AISHA) عام 2009، وهي منظمة نسائية فلسطينية مستقلة تعمل على إدماج المنظور المراعي للمرأة من خلال التمكين الاقتصادي والدعم النفسي والاجتماعي للفئات المهمشة في قطاع غزة مع التركيز على مدينة غزة والمنطقة الشمالية.
تسعى جمعية عائشة إلى حماية النساء والأطفال من العنف من خلال دعم وتمكين ورفع الوعي بالقضايا النفسية والاجتماعية والقانونية والاقتصادية الهامة. علاوة على ذلك، قامت جمعية عائشة خلال تنفيذ خطتها الإستراتيجية، بتطوير وتطبيق مراعاة الفوارق بين الجنسين في جميع المجالات.
عملت جمعية عائشة منذ إنشائها على تمكين النساء والأطفال الضعفاء من ضحايا العنف استجابة للاحتياجات المحددة للنساء والأطفال في المجتمع. بدأت جمعية عائشة في اعتماد نهج التمكين الفردي الذي يأخذ في الاعتبار الفروق الفردية. وفقًا لذلك، نجحت في تحقيق معدلات أعلى بكثير من التمكين. استمرت جمعية عائشة كقناة للوصول إلى المستفيدين المستهدفين.
من ناحية أخرى، أهتمت الجمعية بالتأثيرعلى المجتمع من خلال توعية الأفراد والمنظمات الرئيسية بقضايا العنف المنزلي، والمساواة بين الجنسين، والقضايا النسائية. تعمل الجمعية أيضًا على جمع الرأي العام وكسب التأييد للتأثير والضغط على صنع القرار للحصول على قوانين وتشريعات ملائمة للنساء والأطفال في جميع المجالات.

## الرؤية والأهداف
تتطلع جمعية عائشة إلى القيام بدور قيادي في حماية النساء والأطفال ضحايا العنف والمعرضين للخطر وذوي الاحتياجات الخاصة في قطاع غزة لتمكينهم من أن يكونوا مشاركين فعالين في التنمية المجتمعية المستدامة. كما ان المستفيدات المباشرات من جمعية عائشة هن النساء ضحايا العنف والمعرضات للخطر، مع التركيز بشكل خاص على النساء ذوات الإعاقة والنساء اللاتي تعولن أسرهن، وأطفال هؤلاء النساء الذين تتراوح أعمارهم بين 6-12 سنة وعائلات النساء ضحايا العنف، والمستشارين في المدارس، والمدرسين، والأطباء ومقدمي الخدمات النفسية والاجتماعية.
الأهداف الاستراتيجية التالية هي جميع أنشطة جمعية عائشة:
- زيادة فعالية وكفاءة المرأة، مع التركيز بشكل خاص على النساء ضحايا العنف، والمشاركة في تنمية المجتمع من خلال تعزيز الوصول إلى خدمات الدعم والحماية.
- بناء بيئة تراعي الرعاية والمحافظة على تنمية الأطفال وعائلاتهم من أجل مستقبل أفضل.
- مشاركة المشرعون وصناع القرار في عملية تمكين النساء والأطفال من خلال وضع قوانين ولوائح أكثر ملائمة.
- تعد منظمة عائشة منظمة ذات كفاءة في المجالات الإدارية والمهنية والمالية.

## التاريخ
قبل عام 2009 ومنذ عام 1996، كانت جمعية عائشة إدارة نسائية بأسم «برنامج تمكين المرأة» (WEP) في برنامج غزة للصحة النفسية (GCHMP). نظرًا للتغير في توجيهات برنامج غزة للصحة النفسية وتوسيع نطاقها إلى منظمة معرفية، تركز على البحوث العملية والتدريب والدعوة؛ حدثت عملية إعادة تشكيل بتحول «برنامج تمكين المرأة» ليصبح منظمة مستقلة تسمى عائشة.
كانت منظمة عائشة تعمل تحت المظلة الإدارية والمالية لبرنامج غزة للصحة النفسية حتى 31 ديسمبر 2010، لذلك قامت منظمة عائشة منذ حصولها على تسجيلها الجديد بالبحث عن فرص تمويل لتنفيذ بعض المشروعات، فعلى سبيل المثال، استفادت 105 امرأة من برنامج التمكين الفردي واستفاد 680 شخص من جلسات التوعية القانونية بالإضافة إلى مشاريع أخرى وأنشطة.
كان المكتب الرئيسي للجمعية في مدينة غزة موضوع اقتحام من قبل مهاجمين مجهولين، يوم الأربعاء الموافق 16 يناير 2013.

### المشروع الأول
عنوان المشروع: «تمكين النساء اللاتي انُتهكت حقوقهن، والمعرضات للخطر»
- تاريخ التنفيذ: 01/04/2011 إلى 31/12/2011
- المواقع: محافظات غزة والشمال
- عدد المستفيدين: 70 امرأة
- الممول: اللجنة السويدية للتنمية SDC
- الميزانية: 87783 دولار أمريكي

#### طبيعة المشروع
وفر المشروع تدريباً مهنياً لسبعين امرأة، تم قبولهم على دفعتين، وتدريبهم على الخياطة، وخدمات التجميل، وصناعة الخزف، والنسيج، والفيديو. كجزء من المشروع، تلقت المستفيدات الدعم النفسي للمساعدة في التغلب على أزماتهن، وحماية أنفسهن وحقوقهن، وكيفية بدء مشروع صغير، والبحث عن فرص عمل.

### المشروع الثاني
عنوان المشروع: «حماية النساء المنتهكة حقوقهن»
- تاريخ التنفيذ: 1/2/2011 إلى 31/12/2011
- المواقع: محافظات غزة والشمال
- عدد المستفيدين: 28 امرأة
- الممول: كينا تيل كينا
- الميزانية: 40,826 دولار أمريكي

#### طبيعة المشروع
تلقت 28 امرأة خدمات شملت التوجيه الفردي والجماعي والتدريب المهني والإشراف.
تضمن المشروع زيارات منزلية للمتدربات للتحقق من ظروفهن والمتابعة بعد الانتهاء من التدريب، بالإضافة إلى زيارات التوجيه الأسري التي أجريت خلال المشروع. أعطى المشروع فرصة للتدريب الخارجي الإضافي، والعمل مع كل مشاركة للتعرف على مشاريعها المستقبلية والتفكير في مشاريع مدرة للدخل.

### المشروع الثالث
عنوان المشروع: «المساعدة القانونية وتمكين الفئات المستضعفة في قطاع غزة»
- تاريخ التنفيذ: 1/4/2011 إلى 30/11/2011
- المواقع: محافظة غزة
- عدد المستفيدين: 500 من المستفيدين المباشرين، وحوالي 3300 مستفيدين غير مباشرين
- الممول: دعم من البرنامج الإنمائي للأمم المتحدة والتمويل من اليابان
- الميزانية: 40200 دولار أمريكي

كان الهدف هو زيادة الوعي القانوني بين الجمهور في قطاع غزة، وتحسين خدمات المساعدة القانونية من أجل تحقيق العدالة للفئات الضعيفة.

#### طبيعة المشروع
المشروع جزء من جهود الأمم المتحدة، التي يمثلها البرنامج الإنمائي للأمم المتحدة، للحد من آثار الحصار والحرب على غزة التي أدت إلى الفقر والبطالة. يعمل المشروع على ضمان حق التقاضي كحق دستوري، وتعزيز سيادة القانون.
يوفر المشروع مساعدات قانونية للفئات الضعيفة على ثلاثة مستويات:
- التعليم القانوني
- الاستشارات القانونية الفردية والجماعية بالإضافة إلى الوساطة القائمة على الحلول التصالحية لتجنب المزيد من النزاعات الاجتماعية
- التمثيل القانوني بما في ذلك التقاضي أمام المحاكم أو من خلال وسائل أخرى لحل النزاع مثل التحكيم.

كان المشروع بالشراكة مع خمس جمعيات أخرى، هي: جمعية العطاء، ومركز شؤون المرأة، ومنتدى الثقافة والفكر الحر، واتحاد البرامج النسائية، والتحالف من أجل العدالة، والرابطة الوطنية للديمقراطية والقانون.

### المشروع الرابع
عنوان المشروع: «تحسين الوعي الاجتماعي الفلسطيني والقدرة على معالجة قضايا المساواة بين الجنسين»

#### الجزء الأول
نُفذ الجزء الأول بالشراكة مع المركز الفلسطيني للديمقراطية وحل النزاعات.
- تاريخ التنفيذ: من 1/1/2011 إلى 30/4/2012
- الموقع: محافظات قطاع غزة
- عدد المستفيدين: 2175
- الممول: الأمم المتحدة
- الميزانية: 40300 دولار أمريكي

كان الهدف هو زيادة الوعي في المجتمع الفلسطيني حول قضايا المساواة بين الجنسين، وبناء قدرات لمنسقين في المدارس ليكون لهم دور رئيسي في استمرار المشروع.

##### طبيعة المشروع
استهدف المشروع 1500 طفل من المرحلة الإعدادية في مدارس الأونروا، و500 مواطن بالإضافة إلى 160 منسق مبادرة من المدارس. يقوم المشروع بتثقيف المجموعة حول القضايا الجنسانية والعنف.
يتألف المشروع من جلسات تثقيفية للمجموعة مع لقاءات نقاشية بينها بالإضافة إلى التدريب لمرشدي المبادرة والمنسقين في المدارس من أجل زيادة كفاءتهم في تعليم الأطفال حول قضايا المساواة بين الجنسين. وتشمل الموضوعات: العنف المدرسي، وحماية الأطفال من الاستغلال، والتوعية الجنسية وحقوق الطفل.

#### الجزء الثاني
نفذت بالشراكة مع «جمعية الوفاق لرعاية المرأة والطفل»
- تاريخ التنفيذ: من 1/12/2011 إلى 31/5/2012
- الموقع: محافظات قطاع غزة
- الممول: الأمم المتحدة
- الميزانية: 50000 دولار أمريكي

كان الهدف هو تحسين وعي المجتمع الفلسطيني وقدرته على معالجة قضايا المساواة بين الجنسين.

##### طبيعة المشروع
المشروع عبارة عن حملة تثقيفية اجتماعية للنساء والرجال حول قضية العنف ضد المرأة، ونتائجها وآثارها وآليات التدخل لحماية النساء منتهكة الحقوق. استهدف المشروع 720 امرأة ورجلًا من محافظات الجنوب وغزة ومحافظات الشمال من خلال 36 ورشة تدريبية مدة كل منها 5 جلسات، ثلاث جلسات منهم نفسية اجتماعية وجلستان قانونيتان.
بدأ المشروع بدورة تدريبية حول موضوعات لـ 20 مختصًا نفسيًا وقانونيًا، ثم تم اختيار أربعة منهم يعملون في موضوع التوعية المطروح. سيتم ذلك من خلال جمعية عائشة وجمعية وفاق ومؤسسات شريكة أخرى في الشمال، ومؤسستان في الجنوب.

### المشروع الخامس
عنوان المشروع: «مشروع لمرضى العلاج المهني وإعادة التأهيل»
- تاريخ التنفيذ: 1/5/2011 إلى 31/12/2011
- الموقع: مقر عائشة ومقر العلاج المهني
- عدد المستفيدين: 15 امرأة
- الممول: GCMHP بالشراكة مع IMC
- الميزانية: 5340 دولار أمريكي

الهدف هو إعادة تأهيل ودمج المستفيدين من مشروع العلاج وإعادة التأهيل المهني في المجتمع، وإدماج النساء المصابات باضطرابات نفسية في برنامج التمكين الفردي.
طبيعة المشروع
تم تنفيذ المشروع بالشراكة مع برنامج غزة للصحة النفسية لتزويد مجموعة من المستفيدين من مشروع العلاج المهني وإعادة التأهيل في المجتمع بالتدريب المهني في جمعية عائشة.